# Вольдо
Вольдо (яп. ヴォルド Ворудо) — персонаж серии файтингов Soulcalibur, созданный подразделением Project Soul компании Namco. Впервые появился в игре Soul Edge, после чего фигурировал во всех частях франшизы за исключением Soulcalibur Legends. Одна из особенностей персонажа — у него нет озвученных реплик, вместо этого, во время сражений с противниками он глубоко стонет или шипит. Образ Вольдо неоднократно использовался для мерчендайза, выпускались различные товары — от плюшевых игрушек до экшен-фигурок.

## Дизайн

Концепт-арт Вольдо в молодости

Первое появление Вольдо состоялось в дебютной игре серии — Soul Edge. Разработчики выбрали в качестве его оружия двуручные катары, чтобы добавить персонажу уникальности на фоне остальных бойцов. На этой основе выстраивались дизайн и концепция героя, начиная с пола, физических размеров и заканчивая элементами боевой арены. Во время создания Вольдо было рассмотрено несколько альтернативных идей, от лысеющего длинноволосого мужчины с жиденькой бородкой до богатого дворянина с катаром в правой руке и серпом в левой. После того как его внешний вид и движения были конкретизированы концепт-художником, персонаж был визуализирован в виде 3D-модели командой дизайнеров, которая работала исключительно над ним. На этом этапе программисты тесно контактировали со сценаристами Soul Edge, по мере необходимости углубляясь в роль персонажа для сюжета на протяжении всего периода работы.
В отличие от других персонажей франшизы, большинство движений Вольдо были придуманы Наотаке Хиратой, без использования технологии захвата движения. Однако глава отдела захвата движений в Team Soul Кенто Кодзима заметил, что один из актёров, работающий с ними, был очень гибким и мог имитировать Вольдо. Впечатлённый Кодзима задействовал его для записи некоторых движений персонажа во время работы над Soulcalibur III, заявив в более позднем интервью: «Я был поражён, что человек действительно может так двигаться. Это произвело на меня большое впечатление. Скорее всего вы не сможете отличить, какая часть движений Вольдо была создана при помощи захвата движений, а какая анимирована вручную».

## Биография
Согласно сюжету, Вольдо был правой рукой итальянского торговца оружием Верччи, также известного как Торговец Смертью, который хотел заполучить в свою коллекцию редкого оружия меч Soul Edge. По поручению последнего Вольдо возглавляет экспедицию по поиску клинка, наняв себе в помощники испанского капитана Сервантеса де Леона, а позже сопровождает Верччи, когда тот решает заняться поисками лично. На фоне этих события в Европе начинаются итальянские войны и Верччи узнаёт, что всё его имущество конфисковано. В припадке гнева ярости он перемещает все свои оставшиеся корабли на необитаемый остров у побережья Сицилии — единственное из оставшихся у него владений. После этого торговец начинает строительство хранилища для своих золотых запасов, по окончании которого приказывает Вольдо убить помогавших ему в этом моряков, чтобы исключить возможное раскрытие местонахождения Денежной ямы. Вольдо становится охранником замурованного тайника, с течением времени слепнув и погружаясь в безумие из-за одиночества и постоянной темноты. Он убивает всех, кто пытается посягнуть на сокровища из-за чего по миру распространяются слухи о таинственном «призраке-страже». По прошествии лет Вольдо вновь слышит голос своего хозяина (возможно, лишь в своём воображении), который приказывает ему возобновить поиски Soul Edge.
Во второй части серии — Soulcalibur — становится известно, что поиски Вольдо закончились неудачей, и он возвращается в Денежную яму, к тому моменту затопленную штормом. Сохранив всё, что удаётся спасти, Вольдо остаётся в хранилище, впоследствии вновь покидая его чтобы последовать за женщиной с сущностью Soul Edge, Айви, которая ищет меч, чтобы узнать о своём прошлом. В Soulcalibur II Вольдо возвращается заполучив катану Ёсимицу, приняв за Soul Edge из-за её тёмной ауры. Понимая, что это не то оружие он отправляется на новые поиски, по пути собирая фрагменты клинка.
Согласно сюжету Soulcalibur III вернувшись в хранилище Вольдо обнаружил, что оно разграблено, а меч, который он принял за Soul Edge, был украден вместе с фрагментами, которые он собрал в своих путешествиях. Предполагая, что воры тоже охотились за таинственным клинком, он решает выследить их и заставить раскрыть информацию относительно его местонахождения. Он также начинает думать о поисках достойного преемника, который мог бы охранять тайник после его смерти. Во время событий, предшествовавших Soulcalibur IV, Вольдо удаётся найти Soul Edge в Острейнсбурге, покоившемся в руках Лазурного рыцаря. После того, как он требует меч с ним начинает разговаривать знакомый голос, который повелевает защищать оружие. Однако голос принадлежит не Верччи, а Soul Edge, который принимает форму хозяина в сознании Вольдо. В дальнейшем, освободившись от иллюзии Вольдо возвращается в хранилище и обнаруживает, что оно разграблено. В приступе ярости он начинает охотиться и убивать уличных воров, без выяснений обстоятельств — причастны они или нет. Семнадцать лет спустя Вольдо становится слугой Кошмара, замаскировавшегося под графа Дюма. Согласно событиям Soulcalibur VI Вольдо по прежнему охраняет тайник Верччи, однако ему приходится покинуть его, чтобы вернуть записи своего хозяина, украденные Айви.

## Отзывы
В августе 2003 года компания Todd McFarlane Productions выпустила экшен-фигурку Вольдо в числе пяти изделий, основанных на персонажах из Soulcalibur II. Она была смоделирована по образцу его основного образа и имела высоту шесть дюймов с основанием. В 2006 году Namco выпустила ПВХ-фигурку Вольдо как часть набора Soulcalibur III на основе его рекламных изображений для игры. Она поставлялась с тремя сменными видами оружия, которые можно было менять в руках персонажа. Впоследствии вышел дополнительный набор с альтернативным внешним видом.
Одежда и необычный боевой стиль Вольдо привлекли внимание игровых публицистов. Стивен Пул описал его как «триумф графического или художественного дизайна», противопоставив его абстрактному персонажу Pac-Man. Корреспондент из Game Chronicles отозвался о Вольдо так: «этот парень болен … во многих смыслах». Обозреватель журнала PlayStation Magazine описал Вольдо как «образец фриковости». Роберт Перкинс из Game Vortex назвал Вольдо помесью «мастера боевых искусств/акробата с главный героем фильма Эдвард Руки-ножницы». Американское издание Official U.S. PlayStation Magazine отметило его в статье «Персонажи с характером», назвав его любимцем редакции, не в последнюю очередь благодаря его странности. В статье для The New York Times Вольдо описали как «возможно, самого странного персонажа, когда-либо появлявшегося в жанре» файтинга, отметив сходство между его движениями и танцором гоу-гоу. В конце статьи, после обсуждения его одежды и оружия, отмечалось: «Этот персонаж представляет собой пародию на все мыслимые стереотипы о сатанизме. Почему Джерри Фалуэлл ещё не начал крестовый поход против „Soulcalibur“?».
В опросе 2002 года посвящённом любимым персонажам игры, проведенном Namco перед релизом Soul Calibur II, Вольдо занял 3-е место с 13 % голосов. Помимо этого герой отметился на 4-й строчке в рейтингах Complex «20 лучших персонажей серии» и UGO.com «11 лучших бойцов SoulCalibur», вердикт которого гласил: «Вольдо забрался так высоко, потому что он один из топовых бойцов, который также является высококвалифицированным акробатом и садомазохистским фетишистом». Такое же место он занял в Top-10 бойцов серии по версии IGN, редакция объяснила своё мнение таким образом: «Вольдо заставляет нас содрогнуться. Он не столько человек, сколько искривленная масса корчащихся мышц, скреплённых между собой бондажным снаряжением XVI-го века … Даже боец, который подготовлен ко всем возможным противникам, должен адаптироваться под уникальный набор движений Вольдо». Журнал GameDaily поставил его на 2-е место в своём хит-параде «10 самых уродливых игровых персонажей», отметив отсутствие у него одежды и назвав его «фрик-шоу в одном лице, в полном смысле этого слова». В другой статье публицист издания назвал «неортодоксального бойца» одним из 25 лучших архетипов в видеоиграх, приведя Вольдо в качестве примера из-за его яркого внешнего стиля и сложного управления. Герой отметился на 5-м месте рейтинга «5 лучших персонажей, невольно вызывающих суицидальные позывы» голландского игрового журнала Power Unlimited из-за его внешности и высокой скорости и непредсказуемых атак. Кроме того, Вольдо возглавил список UGO Networks «25 самых запоминающихся итальянцев в видеоиграх».